# الميفاع (البيضاء)
الميفاع هي إحدى قرى الجمهورية اليمنية. تتبع جغرافيا لمحافظة البيضاء و إداريًا لمديرية الصومعة. يبلغ تعداد سكانها 976 نسمة حسب الإحصاء الذي أجري عام 2004.